# Dhany
Dhany (nome artístico de Daniela Galli, nascida em 1979) é uma cantora italiana.
Ela é mais conhecida pelo seu trabalho com os produtores italianos de dance music Alessandro e Benny Benassi. Sua gravação mais conhecida é "I Feel so Fine".